# Għadam
Għadam är det maltesiska brutal death metal-bandet Beheadeds sjunde studioalbum, utgivet i juli 2025 på Agonia Records. Albumet gavs även ut på vinyl.
Singeln "Il-Kittieb" släpptes i maj 2025 tillsammans med en musikvideo. Även titelspåret gjordes till musikvideo.
Għadam är bandets första album med gitarristen Fabio Marasco samt det första med låttexter helt på maltesiska.

## Låtlista
1. "Għadam" – 4:41
2. "Xtrajt l-infern" – 4:04
3. "B'niket inħabbru l-mewt" – 4:02
4. "Iħirsa" – 4:27
5. "Il-Kittieb" – 5:58
6. "Ix-xjaten ta' moħħi" – 4:49
7. "Iljieli bla qamar" – 3:37
8. "Jidħaq Il-lejl" – 4:51
9. "Irmied" (instrumental) – 1:41

## Medverkande
Musiker
- Frank Calleja – sång
- Fabio Marasco – gitarr
- Simone Brigo – gitarr
- David Cachia – basgitarr
- Davide Billia – trummor

Produktion
- Davide Billia – producent, inspelningstekniker, mixning
- Peter Borg – inspelningstekniker
- Nicolò Brambilla – inspelningstekniker
- Wojtek Wiesławski – mastering
- Raffaele Montepaone – foto